# Coleophora retifera
Coleophora retifera é uma espécie de mariposa do gênero Coleophora pertencente à família Coleophoridae.